# Oxypetalum tubatum
Oxypetalum tubatum är en oleanderväxtart som beskrevs av Gustaf Oskar Andersson Malme. Oxypetalum tubatum ingår i släktet Oxypetalum och familjen oleanderväxter. Inga underarter finns listade i Catalogue of Life.